# Bianco Consiglio
Il Bianco Consiglio (White Council) è formato da un gruppo di personaggi di Arda, l'universo immaginario fantasy creato dallo scrittore inglese J. R. R. Tolkien. Il suo compito era quello di ostacolare e distruggere il male che minacciava la Terra di Mezzo.
Il primo Consiglio, conosciuto anche come Consiglio Bianco, fu convocato durante la Seconda Era, ma di esso si conosce ben poco.
Il secondo e ben più famoso Consiglio, conosciuto come Bianco Consiglio, fu convocato durante la Terza Era in quattro occasioni (2463, 2851, 2941 e 2953) ed era formato dai più potenti tra gli Eldar e tra gli Istari: Elrond di Gran Burrone, il signore elfico Glorfindel, Círdan dei Porti Grigi, Galadriel, suo marito Celeborn di Lothlórien, Gandalf il Grigio, Saruman il Bianco, Radagast il Bruno. In tutte le sedute si cercò il modo per sconfiggere il redivivo Sauron, ma l'egoistico intervento del traditore Saruman frustrò le aspettative. Proprio lo Stregone Bianco fu messo a capo del Bianco Consiglio, ma dopo il suo tradimento l'incarico passò a Gandalf.

## Primo Consiglio
Nell'anno 1701 della Seconda Era si tenne il primo Consiglio (noto anche come Consiglio Bianco), nel corso del quale venne deciso di costruire, a Gran Burrone anziché nell'Eregion, la nuova roccaforte elfica. Poco o niente si conosce sui membri di questo Consiglio, ma implicito che almeno Elrond e Gil-galad ne facessero parte. Christopher Tolkien afferma, in una nota dei Racconti incompiuti, che parecchi dei principali componenti di questo Consiglio sarebbero stati membri anche di quello successivo della Terza Era.

## Secondo Consiglio
Il Secondo Consiglio corrisponde al Bianco Consiglio più famoso, riunitosi nel corso della Terza Era e formato dagli Eldar Elrond di Gran Burrone, Glorfindel, Círdan, Galadriel, Celeborn e dagli Istari Gandalf il Grigio, Saruman il Bianco, Radagast il Bruno. Viene menzionato per la prima volta ne Lo Hobbit, descritto come un «grande consiglio di stregoni bianchi, maestri di dottrina e magia buona», ma le informazioni principali riportate qui di seguito provengono da Il Signore degli Anelli, da Il Silmarillion e dai Racconti incompiuti.

### La prima seduta

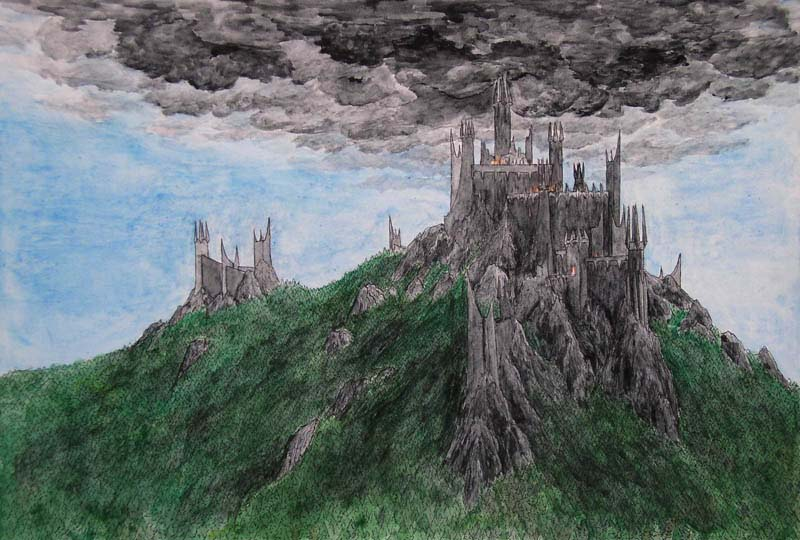
Illustrazione di Dol Guldur, la fortezza al centro della preoccupazioni del Bianco Consiglio

Durante la Terza Era, Sauron fece segretamente ritorno nella Terra di Mezzo, stabilendosi nell'antica fortezza di Dol Guldur, in Boscoverde il Grande. La sua influenza scese sul bosco che si incupì in poco tempo, diventando il ben più noto Bosco Atro. Tra gli Istari, Gandalf fu colui che più si insospettì per la tenebra di Bosco Atro, perché, sebbene molti la ritenessero opera dei Nazgûl, egli temeva trattarsi invece dell'ombra iniziale di Sauron tornante. Nell'anno 2463, Dama Galadriel convocò per la prima volta il Bianco Consiglio (o Consiglio dei Sapienti), il cui nome fu deliberatamente scelto a ricordo del Consiglio della Seconda Era. Saruman il Bianco fu scelto per esserne il capo, avendo egli studiato più di tutti i movimenti e i piani di Sauron. Galadriel, a dire il vero, avrebbe preferito Gandalf come capo, ma questi rifiutò la carica, poiché non voleva avere legami e obblighi, salvo verso coloro da cui era inviato, né voleva dimorare in alcun luogo od obbedire a convocazioni di sorta.

### La seconda seduta
Gandalf si recò personalmente a Dol Guldur e scoprì, come supponeva, che Sauron era tornato Elrond, che già da tempo riteneva altamente probabile un ritorno di Sauron, credette subito alle parole dello stregone. Così, nell'anno 2851, il Bianco Consiglio si riunì per la seconda volta. Gandalf propose subito di attaccare Dol Guldur, ma Saruman si dichiarò di parere contrario, consigliando di attendere e vigilare. Il Consiglio, dunque, non si attivò, sebbene Elrond diffidasse della parole di Saruman I membri del Consiglio non avevano ancora compreso che Saruman si era volto a foschi pensieri e che in cuor suo era già un traditore; egli infatti desiderava trovare l'Unico Anello per dominare la Terra di Mezzo e riteneva che l'Unico, che era di Sauron, si sarebbe manifestato solo se il suo padrone fosse stato lasciato in pace per qualche tempo. Per tale ragione, era propenso a scherzare col fuoco, lasciando mano libera a Sauron per un certo periodo, finché l'Unico fosse riapparso, sperando, grazie alle proprie arti, di prevenire sia i suoi amici che l'Oscuro Signore.

### La terza e quarta seduta
Successivamente, l'ombra di Bosco Atro si fece sempre più fitta e allora, nell'anno 2941, avvenne la terza seduta del Consiglio. Gandalf, rivelò che Sauron si stava facendo sempre più potente, anche senza l'Anello, e che bisognava immediatamente attaccare Dol Guldur Saruman, questa volta, dette il proprio assenso, desiderando che Sauron fosse cacciato dalla fortezza e così da avere più libertà di cercare l'Anello nei pressi del fiume Anduin. L'attacco, purtroppo, si rivelò inutile. Sauron lo aveva infatti già previsto e fuggì a Mordor, dove ricominciò il lavoro per spandere il male nella Terra di Mezzo. La terza seduta del Bianco Consiglio e l'attacco a Dol Guldur, avvengono parallelamente al viaggio di Bilbo Baggins raccontato ne Lo Hobbit.
Nell'anno 2953 si svolse l'ultima riunione del Bianco Consiglio. In questa occasione, il consiglio discusse la questione degli Anelli e Saruman finse di aver scoperto che l'Unico Anello era scomparso nel Mare. Dopodiché il Consiglio si sciolse e Saruman si ritirò definitivamente a Isengard, trasformandola nella sua fortezza.

### Il Signore degli Anelli
All'inizio de Il Signore degli Anelli, Saruman imprigionò con l'inganno Gandalf ad Orthanc, palesando così il suo tradimento e il cambio di schieramento dalla parte di Sauron. Saruman riteneva che i membri del Consiglio avrebbero dovuto fingere un'alleanza con Sauron, in modo da manipolarlo e spodestarlo, così da poter controllare al suo posto i popoli liberi della Terra di Mezzo. Gandalf, che riteneva inaccettabile che i Saggi prendessero il potere con la forza e imponessero le proprie superiori conoscenze agli altri, cominciò un duello con lo stregone bianco, dal quale uscì sconfitto. Tuttavia, mediante l'aiuto di Gwaihir, il Signore delle Aquile, Gandalf fuggì da Isengard, potendo così partecipare al Consiglio di Elrond e avvertire tutti i presenti del tradimento di Saruman. Da quel momento in poi il Consiglio si affidò a Gandalf che, come nuovo capo del Consiglio e degli Istari, venne rinominato Gandalf il Bianco.
Saruman, una volta sconfitto, venne cacciato definitivamente dal Bianco Consiglio e perse ogni potere. Quando terminò la Guerra dell'Anello e fu ristabilito l'ordine, i re tornarono a governare e Sauron fu ricacciato nell'ombra, cosicché il Bianco Consiglio si sciolse ufficialmente. Saruman morì nella Contea per mano di Grima Vermilinguo, suo fedele servitore, mentre Gandalf, Elrond, Galdriel e Celeborn partirono verso Valinor a bordo dell'imbarcazione di Círdan.

## Caratteristiche
Il Bianco Consiglio era formato dai più potenti tra gli Eldar e tra gli Istari. Ognuno di loro era saggio, morale e giusto, ma non immune dall'essere ingannato. I suoi membri vigilavano costantemente sulla Terra di Mezzo, cercando di difendere con ogni mezzo i popoli liberi e di ostacolare il male che li minacciava. Tra tutti i membri solamente Gandalf non aveva una dimora fissa, poiché viaggiava ininterrottamente per conoscere sempre nuovi luoghi e popoli e raccogliere informazioni. Era dunque il più preparato su ciò che accadeva nella Terra di Mezzo e, non a caso, fu proprio lui a intuire per primo il ritorno di Sauron.

### Poteri
Tutti i membri potevano avvalersi di poteri magici. Oltre ai Tre anelli degli Elfi custoditi da Gandalf, Galadriel e Elrond, gli Istari utilizzavano anche dei bastoni (da cui proveniva il loro potere magico) per contrastare il nemico e i suoi servi, ma nessuno di loro aveva la forza o il potere necessario di resistere all'influenza dell'Unico Anello e non potevano prendere il potere con la forza e imporre le proprie superiori conoscenze agli altri (come invece intendeva fare Saruman).

### Nome
Il termine "consiglio" corrisponde ad un organo che ha funzioni consultive o deliberative composto da un certo numero di persone. Il bianco, in tutte le tradizioni simboliche, è usato tradizionalmente per indicare purezza e luce. Il capo del Bianco Consiglio, infatti, indossa vesti completamente bianche. Il momento in cui Saruman ripudia il bianco e sceglie di indossare vesti intessute di più colori testimonia il suo passaggio dalla parte del male e il distacco dal Consiglio stesso.

## Adattamenti

### Videogioco
Nel 2007 la EA cominciò lo sviluppo del videogioco The Lord of the Rings: The White Council, ispirato alla trilogia de Il Signore degli Anelli di Peter Jackson e dedicato al Bianco Consiglio. Il videogioco, che doveva essere pubblicato per PlayStation 3, Xbox 360 e PC Windows, venne sospeso a tempo indeterminato per problemi gestionali. Finora non è stato trapelato nulla su questo progetto.

### Cinema
Nella trilogia cinematografica de Lo Hobbit di Peter Jackson, il Bianco Consiglio è composto solo da Elrond (Hugo Weaving), Galadriel (Cate Blanchett), Gandalf il Grigio (Ian McKellen) e Saruman il Bianco (Christopher Lee).
Nel primo film, Lo Hobbit - Un viaggio inaspettato, il Bianco Consiglio viene convocato da Saruman a Gran Burrone con l'obiettivo di far desistere Gandalf e la compagnia di Thorin Scudodiquercia nell'intraprendere il viaggio per riconquistare Erebor. Tuttavia, Gandalf non si lascia persuadere dal consiglio e riferisce ai presenti che Sauron è ritornato, insediatosi a Dol Guldur sotto le mentite spoglie del Negromante. Ma solo Galadriel sembra credere alle parole dello stregone, mentre Elrond e Saruman rimangono scettici, ritenendo che l'antico nemico sia ormai sconfitto.
Nel terzo film, Lo Hobbit - La battaglia delle cinque armate, Gandalf è imprigionato a Dol Guldur dopo uno scontro con Sauron. Il Bianco Consiglio interviene in aiuto dello stregone. Galadriel rianima Gandalf, mentre Elrond e Saruman affrontano a viso aperto i nove Nazgûl. Galadriel affida Gandalf alle cure di Radagast e poi affronta personalmente Sauron. Utilizzando la luce della fiala di Galadriel, la dama di Lothlórien libera la fortezza dalla presenza di Sauron e dei Nazgûl. Poi, Elrond dice che Gondor deve essere avvertita, ma Saruman gli ordina di portare Galadriel, che ha consumato molto del suo potere, a Lórien, e gli risponde che sarà lui ad occuparsi di Sauron.
Nelle edizioni estese, vengono mostrate anche le vicende di Thráin e del suo Anello.